# Ligue 2 2015-16
La Ligue 2 2015-16 (conocida como la Domino's Ligue 2 por razones de patrocinio) fue la 77.ª temporada desde su creación.

## Participantes

### Ascensos y descensos
| Pos | a Ligue 1    |
| --- | ------------ |
| 1.º | ES Troyes AC |
| 2.º | GFC Ajaccio  |
| 3.º | Angers SCO   |

| Pos  | a Championnat National |
| ---- | ---------------------- |
| 18.º | US Orléans             |
| 19.º | LB Châteauroux         |
| 20.º | AC Arles-Avignon       |

| Pos | a Ligue 2          |
| --- | ------------------ |
| 1.º | Red Star FC        |
| 2.º | Paris FC           |
| 3.º | Bourg-en-Bresse 01 |

| Pos  | de Ligue 1  |
| ---- | ----------- |
| 18.º | Évian TG FC |
| 19.º | FC Metz     |
| 20.º | RC Lens     |

### Equipos temporada 2015-16
| Club            | Ciudad           | Estadio                     | Capacidad |
| --------------- | ---------------- | --------------------------- | --------- |
| Ajaccio         | Ajaccio          | Stade François Coty         | 10 660    |
| Auxerre         | Auxerre          | Stade de l'Abbé-Deschamps   | 21 379    |
| Bourg-en-Bresse | Bourg-en-Bresse  | Stade Marcel-Verchère       | 11 400    |
| Brest           | Brest            | Stade Francis-Le Blé        | 15 097    |
| Clermont Foot   | Clermont-Ferrand | Stade Gabriel Montpied      | 11 980    |
| Créteil         | Créteil          | Stade Dominique Duvauchelle | 12 050    |
| Dijon           | Dijon            | Stade Gaston Gérard         | 16 098    |
| Évian           | Annecy           | Parc des Sports             | 15 660    |
| Laval           | Laval            | Stade Francis Le Basser     | 18 607    |
| Le Havre        | Le Havre         | Stade Océane                | 25 000    |
| Lens            | Lens             | Stade Bollaert-Delelis      | 35 000    |
| Metz            | Metz             | Stade Saint-Symphorien      | 24 500    |
| Nancy           | Tomblaine        | Stade Marcel Picot          | 20 087    |
| Nîmes           | Nîmes            | Stade des Costières         | 18 482    |
| Niort           | Niort            | Stade René Gaillard         | 10 886    |
| Paris           | Paris            | Stade Sébastien Charléty    | 20 000    |
| Red Star        | Saint-Ouen       | Stade Pierre Brisson        | 10 178    |
| Sochaux         | Montbéliard      | Stade Auguste Bonal         | 20 000    |
| Tours           | Tours            | Stade de la Vallée du Cher  | 16 247    |
| Valenciennes    | Valenciennes     | Stade du Hainaut            | 25 172    |

## Entrenadores

### Personal del equipo
| Equipo          | Entrenador            | Capitán              | Proveedor equipación | Patrocinador principal                                        |
| --------------- | --------------------- | -------------------- | -------------------- | ------------------------------------------------------------- |
| Ajaccio         | Olivier Pantaloni     | Johan Cavalli        | Macron               | Suite Home                                                    |
| Auxerre         | Jean-Luc Vannuchi     | Sébastien Puygrenier | Airness              | Remarques LOUALT, Vitrans                                     |
| Bourg-en-Bresse | Hervé Della Maggiore  | Yannick Goyon        | adidas               | BestDrive                                                     |
| Brest           | Alex Dupont           | Bruno Grougi         | Nike                 | Quéguiner                                                     |
| Clermont        | Corinne Diacre        | Cédric Avinel        | Patrick              | Crédit Mutuel                                                 |
| Créteil         | Laurent Roussey       | Jean-Michel Lesage   | adidas               | SFB Béton, Holcim                                             |
| Dijon           | Olivier Dall'Oglio    | Cédric Varrault      | Kappa                | DVF, Doras, IPS                                               |
| Evian           | Romain Revelli        | Olivier Sorlin       | Kappa                | MSC Croisières                                                |
| Laval           | Denis Zanko           | Anthony Gonçalves    | Kappa                | Lactel                                                        |
| Le Havre        | Bob Bradley           | Yohann Rivière       | Nike                 | Api                                                           |
| Lens            | Antoine Kombouaré     | Pablo Chavarría      | Umbro                | Azerbaijan: Land of Fire                                      |
| Metz            | Philippe Hinschberger | Kevin Lejeune        | Nike                 | Moselle                                                       |
| Nancy           | Pablo Correa          | Youssouf Hadji       | Nike                 | Dane Elec                                                     |
| Nîmes           | Bernard Blaquart      | Toifilou Maoulida    | Erreà                | Marie Blachère                                                |
| Niort           | Denis Renaud          | Jimmy Roye           | Puma                 | Restaurant Le Billon (local), Cheminées Poujoulat (visitante) |
| Paris           | Jean-Luc Vasseur      | Hervé Libohy         | Nike                 | Vinci                                                         |
| Red Star        | Rui Almeida           | Vincent Planté       | adidas               |                                                               |
| Sochaux         | Albert Cartier        | Matheus Vivian       | Lotto                | Peugeot                                                       |
| Tours           | Marco Simone          | Bryan Bergougnoux    | Nike                 | Corsicatours                                                  |
| Valenciennes    | Faruk Hadžibegić      | Yunis Abdelhamid     | Uhlsport             | GDE Recyclage                                                 |

## Tabla de posiciones
|  |     | Equipo          | PJ | PG | PE | PP | GF | GC | Dif. | Pts. |
|  | --- | --------------- | -- | -- | -- | -- | -- | -- | ---- | ---- |
|  | 1.  | Nancy (C) (A)   | 38 | 21 | 11 | 6  | 60 | 32 | +28  | 74   |
|  | 2.  | Dijon (A)       | 38 | 20 | 10 | 8  | 62 | 36 | +26  | 70   |
|  | 3.  | Metz(A)         | 38 | 19 | 8  | 11 | 54 | 39 | +15  | 65   |
|  | 4.  | Le Havre        | 38 | 19 | 8  | 11 | 52 | 37 | +15  | 65   |
|  | 5.  | Red Star        | 38 | 18 | 10 | 10 | 43 | 38 | +5   | 64   |
|  | 6.  | Lens            | 38 | 15 | 13 | 10 | 39 | 35 | +4   | 58   |
|  | 7.  | Clermont Foot   | 38 | 16 | 10 | 12 | 56 | 53 | +3   | 58   |
|  | 8.  | Auxerre         | 38 | 15 | 10 | 13 | 47 | 46 | +1   | 55   |
|  | 9.  | Tours           | 38 | 11 | 14 | 13 | 36 | 41 | -5   | 47   |
|  | 10. | Brest           | 38 | 12 | 11 | 15 | 34 | 41 | -7   | 47   |
|  | 11. | Bourg-en-Bresse | 38 | 13 | 8  | 17 | 47 | 59 | -12  | 47   |
|  | 12. | Valenciennes    | 38 | 10 | 14 | 14 | 39 | 43 | -4   | 44   |
|  | 13. | Laval           | 38 | 9  | 17 | 12 | 35 | 42 | -7   | 44   |
|  | 14. | Nîmes(1)        | 38 | 13 | 12 | 13 | 50 | 52 | -2   | 43   |
|  | 15. | Sochaux         | 38 | 9  | 15 | 14 | 34 | 36 | -2   | 42   |
|  | 16. | Niort           | 38 | 8  | 18 | 12 | 38 | 45 | -7   | 42   |
|  | 17. | Ajaccio         | 38 | 9  | 18 | 14 | 34 | 42 | -8   | 42   |
|  | 18  | Evian(2) (D)    | 38 | 9  | 12 | 17 | 41 | 41 | 0    | 39   |
|  | 19  | Créteil (D)     | 38 | 8  | 10 | 20 | 42 | 66 | -24  | 34   |
|  | 20  | Paris FC (D)    | 38 | 4  | 18 | 16 | 32 | 51 | -19  | 30   |

|  | Ascendieron a la Ligue 1.               |
|  | Descendieron a la Championnat National. |

## Resultados
| Local \ Visitante     | ACA | AUX | BPE | BRE | CLE | CRE | DIJ | ETG | LAV | HAC | LEN | MET | NAL | NIM | NIO | PFC | RS  | SOC | TOU | VAL |
| --------------------- | --- | --- | --- | --- | --- | --- | --- | --- | --- | --- | --- | --- | --- | --- | --- | --- | --- | --- | --- | --- |
| Ajaccio               | —   | 1–0 | 2–0 | 2–1 | 3–1 | 3–0 | 0–0 | 1–1 | 0–0 | 1–1 | 1–1 | 0–1 | 2–1 | 2–0 | 2–0 | 0–0 | 1–2 | 0–2 | 1–2 | 1–1 |
| Auxerre               | 0–0 | —   | 1–2 | 0–0 | 1–0 | 3–1 | 2–0 | 3–1 | 2–3 | 1–3 | 1–2 | 4–0 | 2–2 | 1–0 | 1–1 | 2–0 | 0–1 | 2–1 | 2–1 | 1–1 |
| Bourg-en-Bresse       | 3–0 | 1–1 | —   | 3–1 | 1–2 | 5–1 | 2–1 | 0–2 | 0–0 | 1–3 | 2–1 | 0–3 | 2–0 | 4–2 | 2–1 | 4–1 | 0–1 | 2–1 | 0–2 | 0–0 |
| Brest                 | 1–0 | 0–0 | 2–1 | —   | 1–2 | 2–1 | 0–0 | 0–2 | 0–0 | 0–0 | 2–1 | 1–1 | 1–1 | 2–0 | 1–1 | 1–0 | 0–1 | 1–0 | 3–0 | 1–2 |
| Clermont Foot         | 2–1 | 1–2 | 3–2 | 2–0 | —   | 1–0 | 2–3 | 4–1 | 4–1 | 2–1 | 2–2 | 2–1 | 1–2 | 1–0 | 2–1 | 1–1 | 0–2 | 0–0 | 0–1 | 2–0 |
| Créteil               | 2–2 | 1–0 | 2–1 | 0–2 | 0–3 | —   | 0–1 | 0–0 | 0–0 | 2–1 | 1–1 | 1–2 | 0–3 | 1–2 | 2–3 | 0–0 | 2–4 | 1–1 | 2–2 | 0–1 |
| Dijon                 | 2–0 | 0–0 | 3–0 | 3–1 | 4–1 | 4–1 | —   | 1–3 | 2–0 | 2–1 | 2–0 | 0–4 | 0–0 | 0–1 | 3–0 | 3–0 | 0–0 | 2–2 | 3–0 | 1–0 |
| Evian Thonon Gaillard | 0–2 | 4–0 | 1–1 | 0–2 | 2–2 | 1–2 | 1–2 | —   | 0–0 | 1–1 | 2–1 | 0–1 | 0–1 | 4–1 | 0–0 | 1–0 | 0–1 | 0–0 | 0–0 | 4–0 |
| Laval                 | 0–0 | 4–1 | 1–3 | 2–0 | 1–1 | 3–2 | 2–2 | 2–1 | —   | 0–1 | 1–1 | 0–1 | 0–1 | 3–2 | 0–0 | 3–1 | 2–1 | 1–2 | 1–1 | 0–3 |
| Le Havre              | 1–0 | 1–0 | 5–0 | 0–0 | 0–1 | 1–0 | 0–2 | 3–2 | 2–0 | —   | 2–0 | 1–1 | 1–3 | 3–1 | 0–0 | 2–1 | 0–2 | 2–1 | 2–0 | 3–2 |
| Lens                  | 2–0 | 3–0 | 2–0 | 2–0 | 1–1 | 1–1 | 1–1 | 1–0 | 1–1 | 0–4 | —   | 1–0 | 1–0 | 1–0 | 1–1 | 0–1 | 1–1 | 1–0 | 1–1 | 0–1 |
| Metz                  | 3–2 | 0–1 | 5–0 | 2–2 | 2–2 | 2–1 | 1–2 | 2–1 | 1–0 | 0–1 | 0–0 | —   | 0–0 | 1–2 | 2–0 | 2–1 | 2–0 | 1–0 | 2–1 | 2–0 |
| Nancy                 | 3–0 | 0–1 | 3–1 | 3–0 | 3–1 | 1–0 | 3–1 | 1–0 | 1–0 | 3–1 | 1–0 | 2–2 | —   | 3–4 | 1–1 | 3–2 | 2–0 | 1–0 | 0–0 | 1–0 |
| Nîmes                 | 0–0 | 2–1 | 1–1 | 2–0 | 6–2 | 1–3 | 1–1 | 0–0 | 1–1 | 2–2 | 4–2 | 2–1 | 2–2 | —   | 1–0 | 1–1 | 1–1 | 0–2 | 2–1 | 2–0 |
| Niort                 | 3–1 | 2–3 | 0–0 | 1–2 | 1–1 | 4–2 | 2–2 | 0–3 | 0–1 | 0–0 | 0–1 | 1–1 | 0–0 | 1–0 | —   | 2–1 | 0–0 | 1–1 | 0–0 | 0–1 |
| Paris                 | 0–0 | 2–2 | 2–0 | 1–1 | 0–0 | 2–2 | 0–3 | 0–0 | 1–1 | 3–0 | 0–1 | 1–2 | 1–1 | 0–0 | 1–1 | —   | 0–1 | 0–0 | 1–3 | 1–4 |
| Red Star              | 1–1 | 0–2 | 1–0 | 1–0 | 2–1 | 0–1 | 3–2 | 2–2 | 2–0 | 2–1 | 1–2 | 3–1 | 0–1 | 1–0 | 0–2 | 2–4 | —   | 0–0 | 1–1 | 1–5 |
| Sochaux               | 3–0 | 2–3 | 1–1 | 2–1 | 2–0 | 0–3 | 0–1 | 1–0 | 0–0 | 1–0 | 0–0 | 0–1 | 2–2 | 0–0 | 2–3 | 1–1 | 1–2 | —   | 0–0 | 1–0 |
| Tours                 | 1–1 | 3–1 | 0–1 | 2–1 | 1–1 | 1–2 | 1–0 | 2–1 | 1–1 | 0–1 | 0–1 | 2–0 | 2–5 | 1–2 | 1–2 | 0–0 | 0–0 | 1–0 | —   | 1–0 |
| Valenciennes          | 1–1 | 0–0 | 1–1 | 0–1 | 1–2 | 2–2 | 1–3 | 1–0 | 0–0 | 0–1 | 0–1 | 2–1 | 1–0 | 2–2 | 3–3 | 1–1 | 0–0 | 2–2 | 0–0 | —   |

## Estadísticas

### Goleadores
| Posición | Nombre          | Equipo         | Goles |
| -------- | --------------- | -------------- | ----- |
| 1        | Famara Diedhiou | Clermont       | 21    |
| 2        | Lys Mousset     | Le Havre       | 14    |
| 3        | Maurice Dalé    | Nancy          | 13    |
| 3        | Ande Dona Ndoh  | Niort          | 13    |
| 5        | Pape Sané       | Bourg-Pérronas | 12    |
| 5        | Yeni Ngbakoto   | Metz           | 12    |

Fuente: Official Goalscorers' Standings

### Asistencias
| Posición | Nombre               | Club     | Asistencia |
| -------- | -------------------- | -------- | ---------- |
| 1        | Gaëtan Courtet       | Auxerre  | 11         |
| 1        | Yeni Ngbakoto        | Metz     | 11         |
| 3        | Frédéric Sammaritano | Dijon    | 10         |
| 4        | Gustavo Campanharo   | Evian TG | 9          |
| 4        | Jean-Pascal Fontaine | Le Havre | 9          |

Fuente: Official Assists' Table